# Darcs
darcs (David's Advanced Revision Control System) är ett distribuerat versionshanteringssystem utvecklat av David Roundy som togs fram för att erbjuda ett alternativ till de centraliserade versionshanteringssystemen som fanns, exempelvis CVS och Subversion. Den främsta skillnaden mellan darcs och CVS är att varje kopia av källträdet ses som ett helt repository, vilket möjliggör hantering av flera olika versioner samtidigt på olika platser. darcs bygger på att alla ändringar som görs under utvecklingens gång ses som patchar.
darcs är skrivet i det funktionella programspråket Haskell och använder en mängd olika verktyg som exempelvis QuickCheck.